# Adoración de los Magos (Leonardo)
La Adoración de los Magos (en italiano, Adorazione dei Magi) fue la primera gran obra del pintor renacentista italiano Leonardo da Vinci, quien la dejó inacabada. Está pintado al óleo sobre una tabla que mide 246 cm de alto y 243 cm de ancho, y data del periodo 1481-1482. Se conserva en la Galería de los Uffizi de Florencia.

## Historia
Fue un encargo realizado en mayo de 1481 por los monjes agustinos de San Donato de Scopeto, cerca de Florencia. Para esta obra, Leonardo realizó numerosos dibujos y estudios preparatorios, incluyendo uno detallado en perspectiva lineal de una arquitectura clásica en ruinas que forma parte del fondo de la escena. Leonardo dejó inacabada esta obra, después de realizar apenas aguadas de tinta, por haber partido hacia Milán al año siguiente. Se trataría, pues, de un encargo de la primera parte de la vida de Leonardo, cuando aún su labor se cotizaba poco, no siendo considerado entonces como un "gran artista". Por la Adoración de los Magos recibió 28 ducados.
Debido a la imposibilidad de que Leonardo completara el cuadro, el encargo se pasó a Domenico Ghirlandaio. El retablo final fue pintado por Filippino Lippi y se encuentra también en los Uffizi.
La tabla inacabada de Leonardo quedó en casa de su amigo Amerigo Benci; se dice también que no la completó porque había finalizado los estudios sobre esta pintura, y para el pintor ya estaba acabada. Pasó sucesivamente a la colección de la familia Médici para llegar a la Galería de los Uffizi en 1794.

## Análisis
La composición de la obra fue inspirada por la Adoración de los Magos de Botticelli. La escena representada está dinámicamente articulada. Es una composición muy compleja de unos 6 metros cuadrados (246 cm x 243 cm). 

La Virgen María y el Niño Jesús están representados en primer plano y forman un triángulo o pirámide con los Magos arrodillados en adoración; de esta figura, la Virgen resulta ser el vértice. Detrás de ellos hay un semicírculo de figuras que los acompañan, incluyendo lo que podría ser un autorretrato del joven Leonardo (en el extremo de la derecha, lejos). 
Domina un sentido de la circularidad, un vórtice de acción y gestos que giran en torno al grupo de la Virgen con el Hijo, que representa la Epifanía que afecta a todos los asistentes. El hecho de que las piernas de María estén vueltas hacia la izquierda mientras que su cabeza y la de Jesús se giran a la derecha dan a la pirámide un sentido de movimiento rotatorio. La cabeza de María es la intersección de las dos diagonales del cuadro, que se puede decir cuadrado visto la leve diferencia entre la altura y la base, de ahí que la cabeza de la Virgen sea el centro de la obra.
En el fondo, dos árboles forman una diagonal. Uno es un laurel, símbolo de triunfo, y el otro una palmera; este segundo árbol puede entenderse como signo de martirio o como alusión a una frase del Cantar de los Cantares: "Eres majestuosa como una palmera", en la que parece prefigurarse María.
Tras esos árboles aparecen dos escenas. A la izquierda, la ruina de un edificio clásico, en el que pueden verse obreros, aparentemente reparándola. A la derecha hay jinetes desarzonados peleando, sobre caballos enfurecidos, y un esbozo de un paisaje rocoso. El templo en ruinas puede verse como una alusión a la caída del Templo de Jerusalén, con un arco roto en el que crecen pequeños arbustos, lo que ocurre en algunas construcciones antiguas en los que la naturaleza ha empezado a apropiarse. Pero también es posible que las ruinas aludieran a la Basílica de Majencio, pues, según una leyenda medieval, los romanos decían que permanecería en pie hasta que una virgen diera a luz. Se supone que cayó la noche del nacimiento de Cristo (de hecho, ni siquiera estaba construida entonces). Las ruinas dominaban un dibujo preparatorio de Leonardo, que también presentaba a los caballeros peleando, pero quedó relegado al fondo en la pintura final. 
El encuentro de hombres armados se interpreta como símbolo de la locura de los hombres que no han recibido aún el mensaje cristiano. Como ocurre con el tondo Doni de Miguel Ángel, el paisaje del fondo probablemente representa el mundo pagano suplantado por el cristiano, según se inaugura por los eventos que tienen lugar en primer plano. 
Leonardo usó con sabiduría su técnica de juegos de luz y sombra estimulando la imaginación del observador con lo que generaba una ilusión de profundidad. Leonardo desarrolla su uso pionero del claroscuro en la imagen, creando lo que parece una masa caótica de gente hundida en la oscuridad y la confusión desde la que los Magos miran hacia las figuras, brillantemente iluminadas, de la Virgen y el Niño, mientras que el mundo pagano del fondo sigue construyendo y peleando, ajenos a la revelación.
Esta obra demuestra también el dominio de Leonardo de la anatomía humana donde todos los elementos obligan a mirar hacia el centro, donde están las figuras de la Virgen y el Niño.
La pintura es el objeto central de la última película de Andrei Tarkovsky: El sacrificio.

## Restauración en 2012-2016

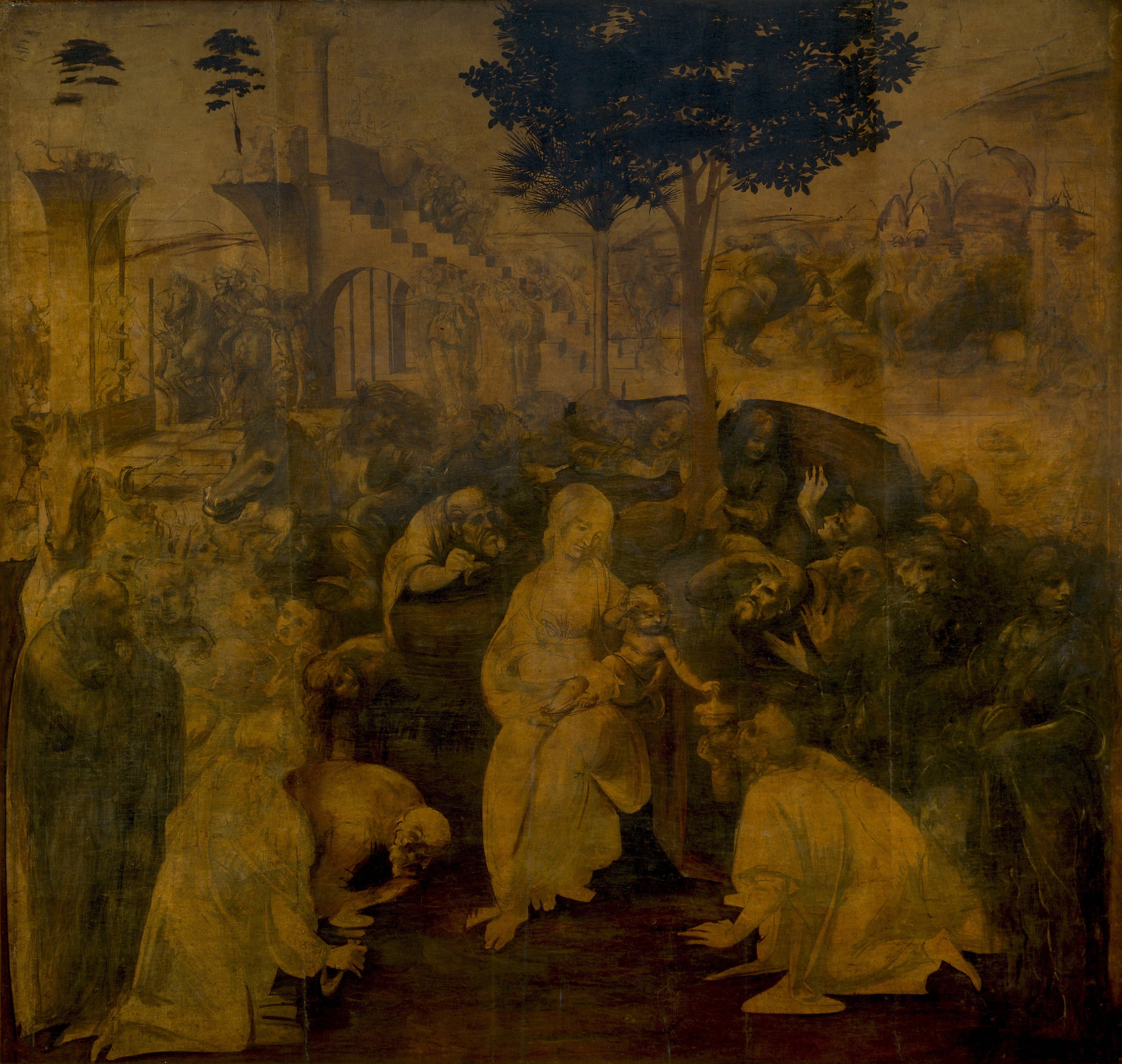
Fotografía del cuadro, antes de su restauración.

En 2002 Maurizio Seracini, un especialista técnico en diagnóstico artístico, recibió el encargo de los Uffizi de estudiar la superficie de la pintura para determinar si podía restaurarse sin resultar dañada. Seracini concluyó que no se podía y demostró que sólo el esbozo era obra de Leonardo da Vinci, siendo la pintura de la superficie obra de otro artista, más débil. Afirmó que «nada de la pintura que vemos en la Adoración hoy fue puesta ahí por Leonardo». Para demostrar los resultados de su investigación diagnóstica, Seracini hizo más de 2400 grabaciones fotográficas infrarrojas del elaborado dibujo inferior de la pintura, y análisis científicos (Véase la presentación completa por Florence.tv que muestra el verdadero trabajo de Leonardo escondido en la Adoración de los Magos, descubierto por el profesor Seracini).
A pesar del citado diagnóstico, en octubre de 2012 la obra se retiraba de su sala para ser sometida a una lenta restauración. Tardaría cuatro años; el resultado de la pintura ya limpia se presentó públicamente en 2016.

## Obras relacionadas

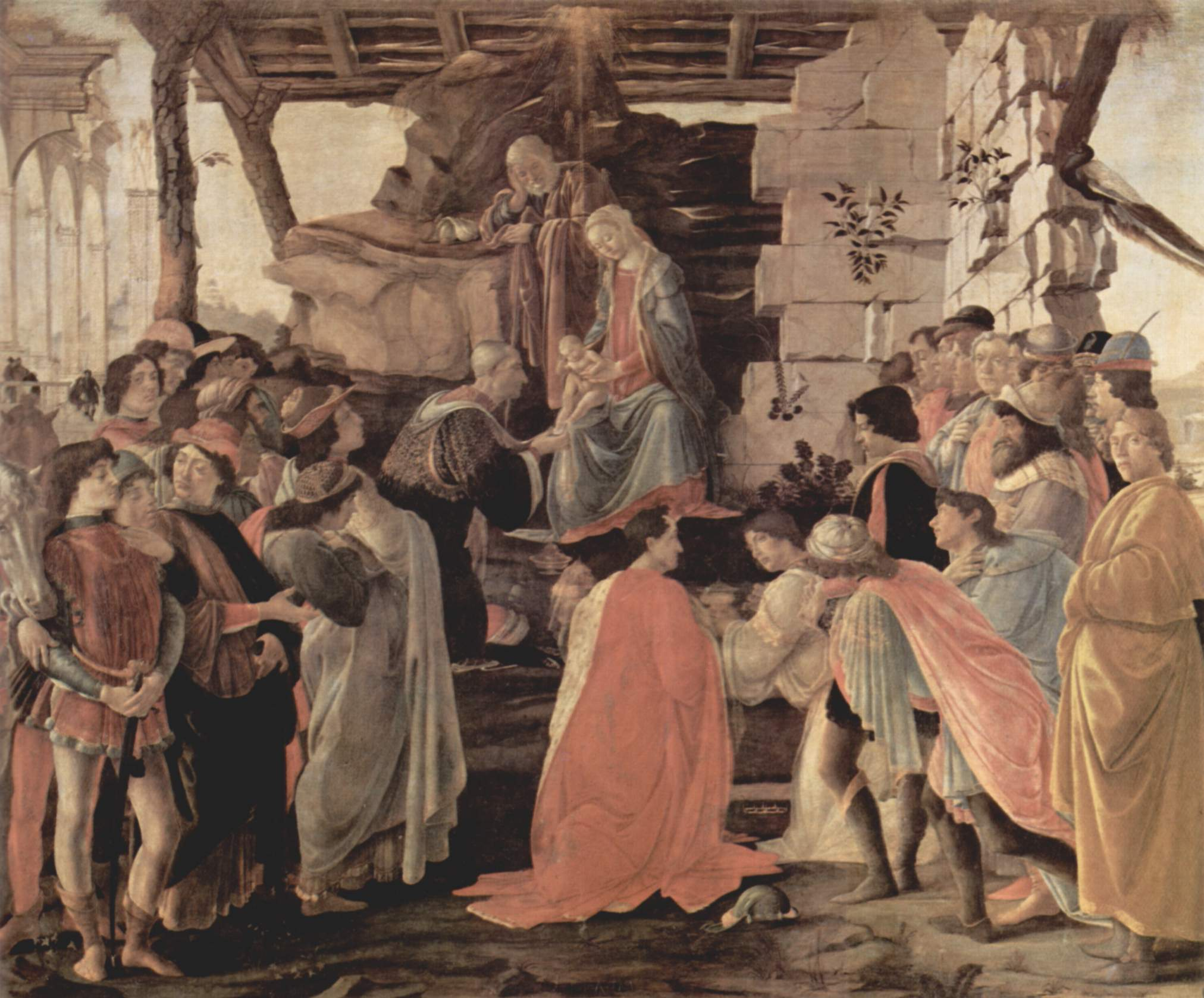
Botticelli - Adoración de los Magos, h. 1475.
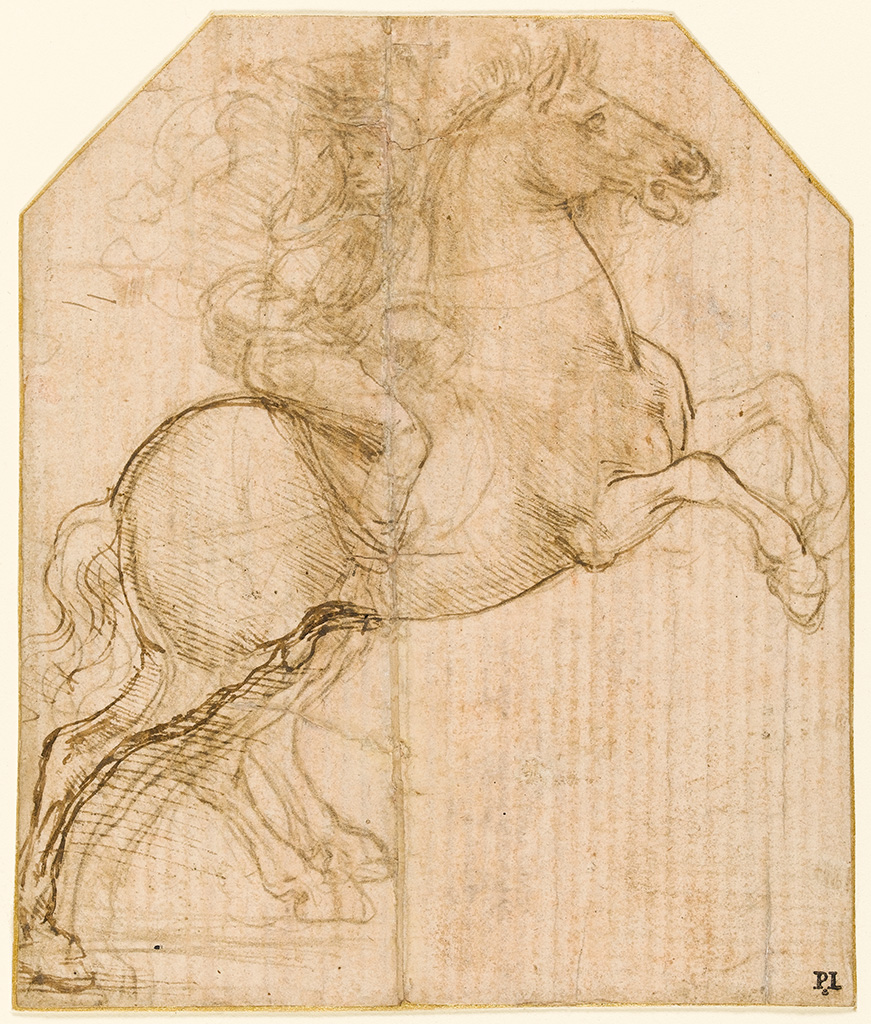
Estudio para La adoración de los Magos, 1478–1481.
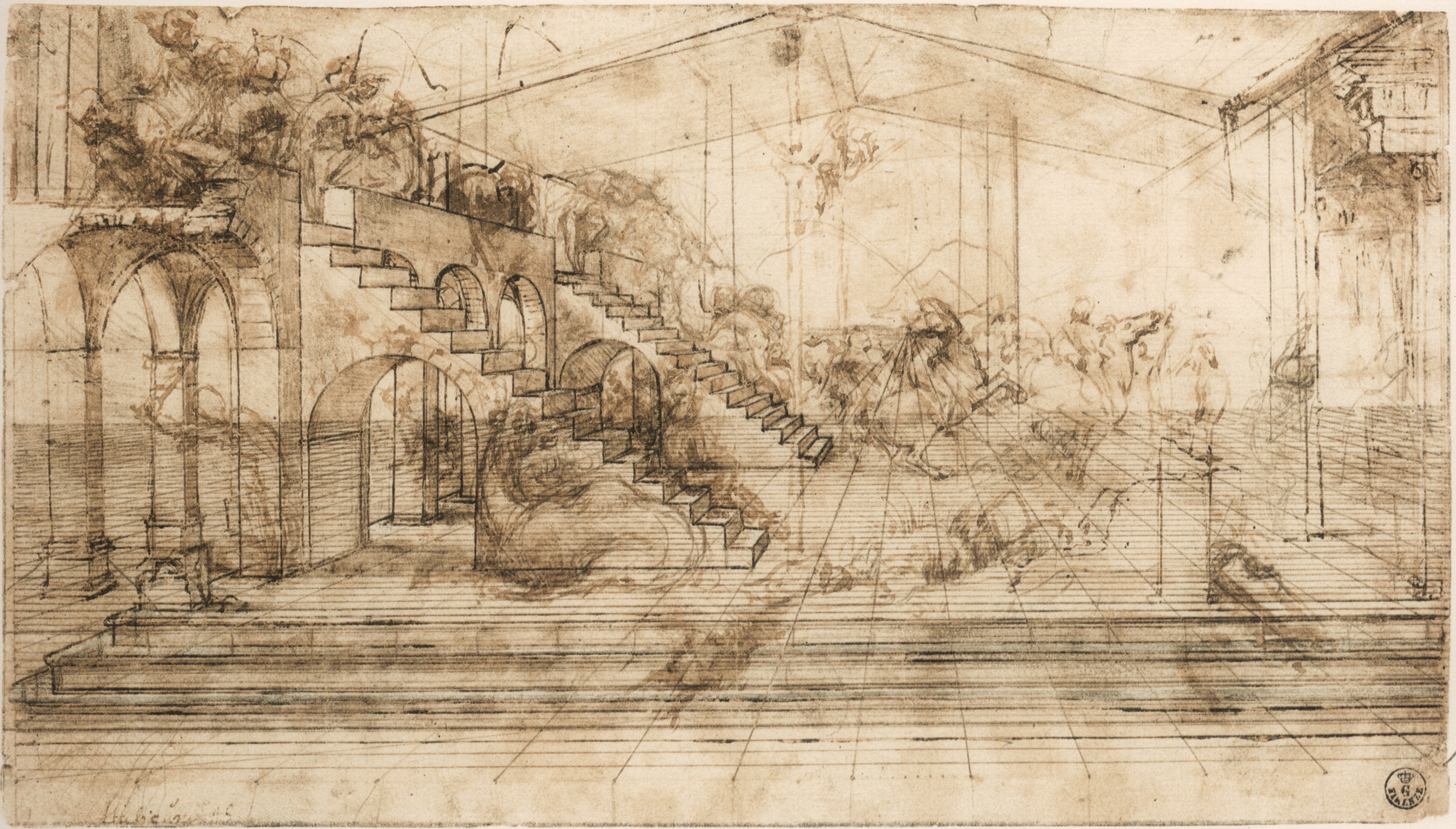
Estudio de perspectiva para La adoración de los Magos, h. 1481.
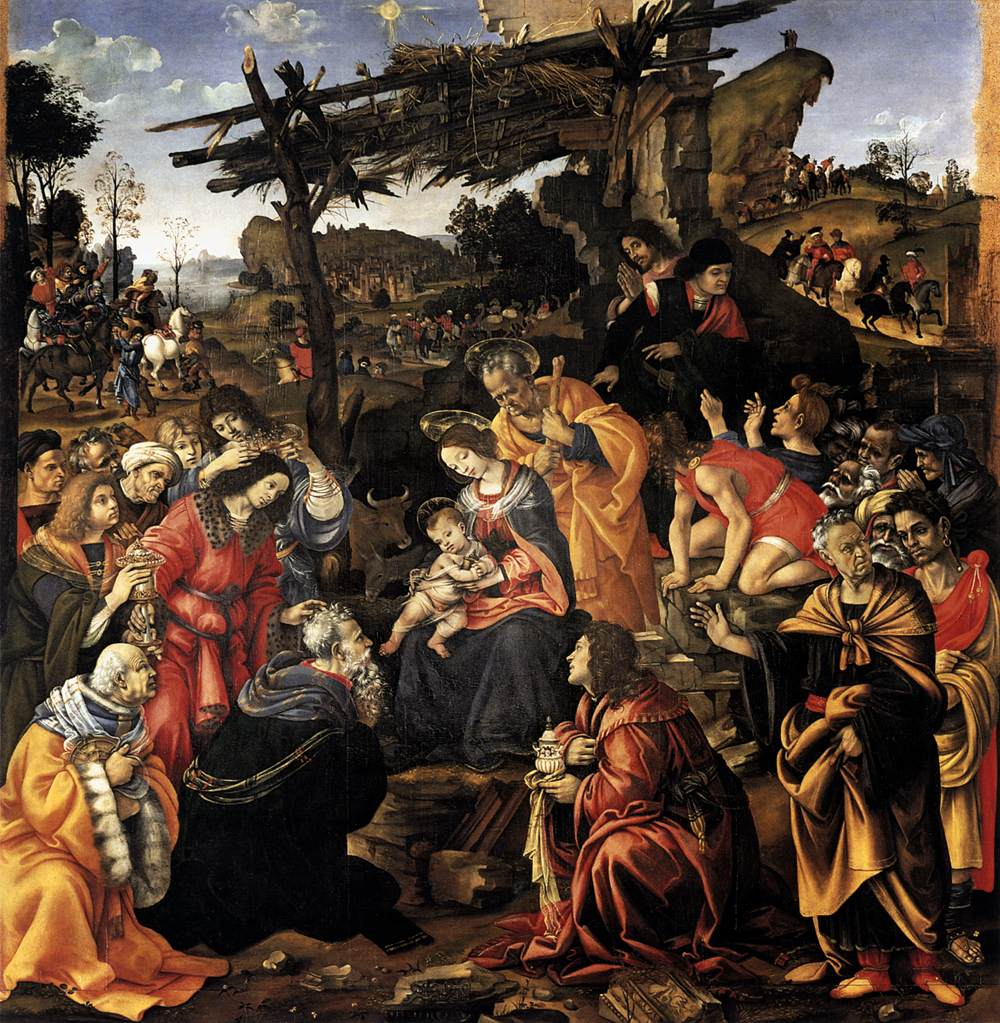
Filippino Lippi - Adoración de los Magos, 1496 – El retablo fue entregado a San Donato a Scopeto.